# (3708) Socos
Pour les articles homonymes, voir Socos (homonyme).
(3708) Socos, internationalement (3708) Socus, est un astéroïde troyen de Jupiter d'approximativement 80 kilomètres de diamètre. Il se situe aux alentours du point L5 (camp troyen), 60° en arrière de Jupiter. Il accomplit son orbite autour du Soleil en un temps légèrement inférieur à 12 ans. Il a été découvert le 21 mars 1974 par l'équipe de l'Université du Chili à la station astronomique de Cerro El Roble au Chili,. Ce qui fait de lui le premier astéroïde découvert sur ce site.
Il doit son nom à Socos, un héros de la mythologie grecque, tué au combat par Ulysse.